# Andrew Pattison
Andrew Pattison (n, 30 de enero de 1949) es un jugador sudafricano de tenis. En su carrera conquistó 4 torneos ATP de individuales y 7 torneos ATP de dobles. Su mejor posición en el ranking de individuales fue el Nº24 en septiembre de 1974. En 1975 llegó a cuartos de final del US Open.